# Карловський потік
Карловський потік (словац. Karlovský potok) — річка; ліва притока Блатницького потоку, протікає в окрузі Мартін.
Довжина приблизно 6,8—7,6 км. Витік знаходиться в масиві Турчанська улоговина (геоморфологічна підодиниця Мошовська височина; схил гори Уплаз) — на висоті приблизно 525 метрів.
Протікає територією сіл Блатниця; Карлова і Раково. Впадає в Блатницький потік на висоті приблизно 430—435 метрів.